# قيلولة

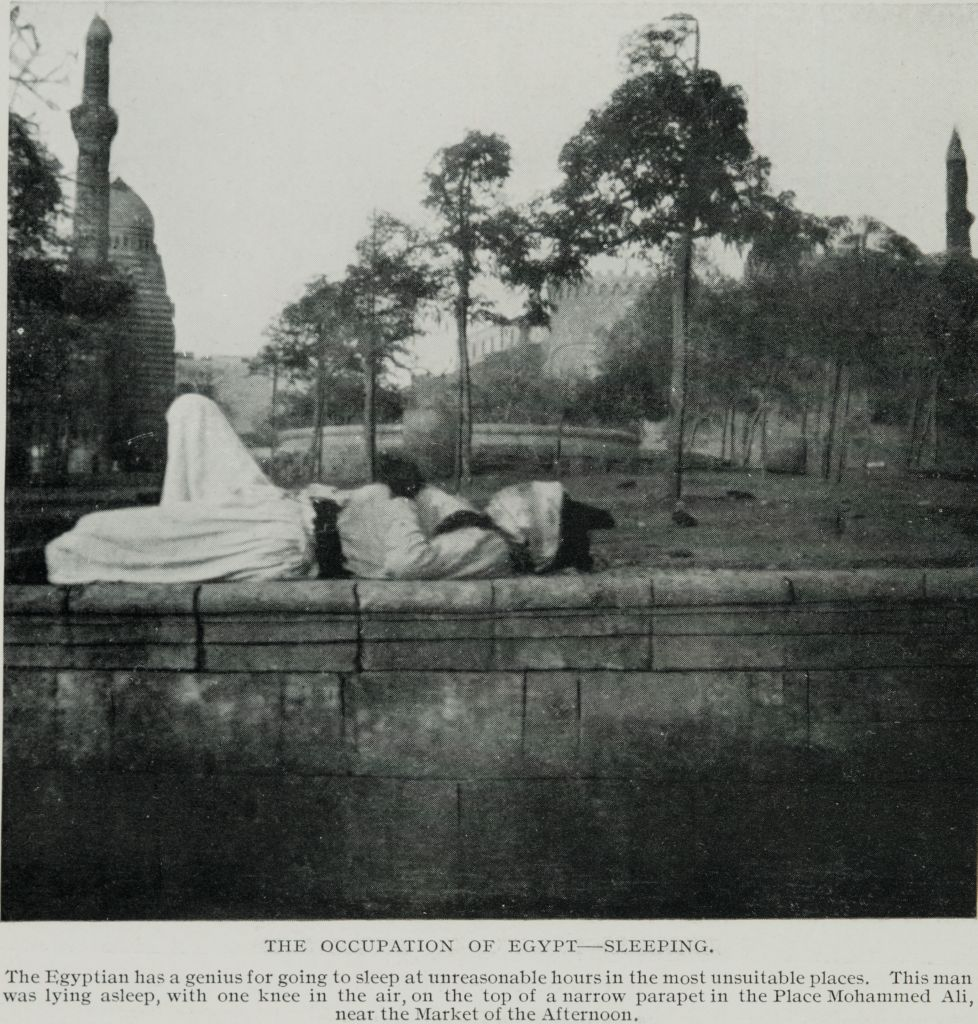

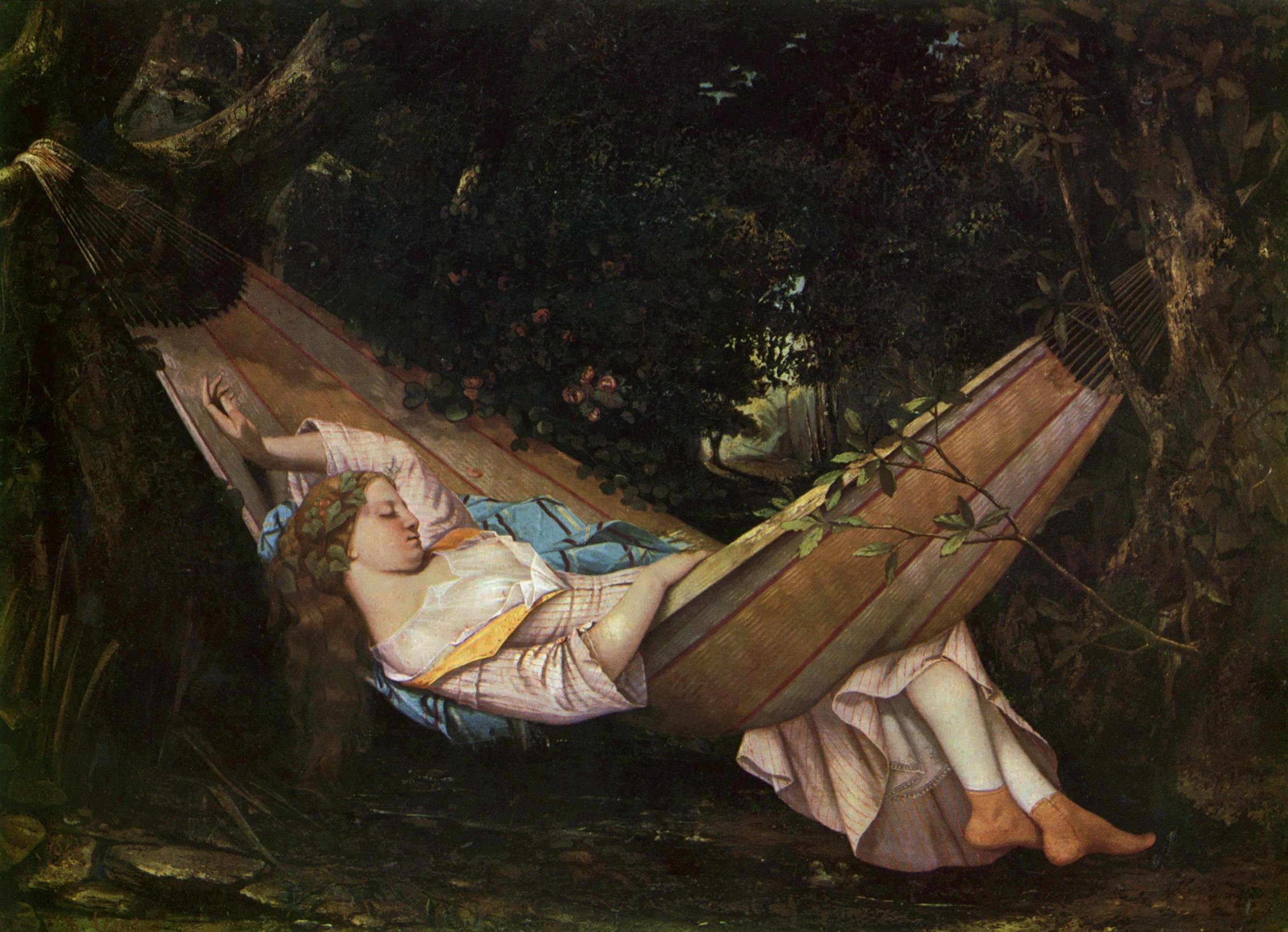
Gustave Courbet: La hamaca / الفراش المعلّق 1844

القيلولة وقفة قصيرة في مسير الحياة اليومية، لاستعادة النشاط وتصفية الذهن لمعاودة الانطلاق. فترة يخلد فيها الإنسان إلى السكينة للاسترخاء والاستراحة، أو للتأمل والتفكير، أو لتفريغ شحنات الهواجس والقلق. وقد ظلت العديد من بلدان الشمال المصنعة تعتبر القيلولة مؤشرا على الكسل والخمول ودرجة الصفر في الكفاءة. لكنها أصبحت، في السنين الأخيرة، تقتنع بفوائدها وأهمية اعتمادها في مجتمعاتها.

## تعريف
القائلة، الظهيرة، والقيلولة: نومة نصف النهار، والنوم في الظهيرة، وقال الأزهري: القيلولة والمقيل عند العرب الاستراحة نصف النهار وإن لم يكن معها نوم بدليل قول القرآن: «أصحاب الجنة يومئذ خير مستقرا وأحسن مقيلا» والجنة لا نوم فيها. كما يقال لها الغائرة والتغوير، وأصلها غار النهار: أي اشتد حره. ومن ذلك قولهم: غوروا ساعة ثم ثوروا. وأصل لفظة «لاسييست»، التي تعني القيلولة باللاتينية، هو «سيكستا هورا» التي تعني بالإسبانية الساعة السادسة (من التوقيت اليومي القديم) أو ساعة الشيطان كما كان يطلق عليها.

## القيلولة جزء من الإيقاع البيولوجي
ويرى العلماء أن القيلولة تلبية لحاجة فيزيولوجية بالنسبة للطفل إلى حدود سن الرابعة، وتبقى بعد ذلك، جزء من إيقاعنا البيولوجي. ولعلّها كذلك، غريزة حيوانية، فمعظم الحيوانات تلجأ إلى القيلولة، وتوقف نشاطاتها في منتصف النهار، خاصة ما بين الساعة الواحدة والساعة الثالثة بعد الظهر. ويلجأ إلى القيلولة، عادة، للاستراحة وتجنب الحر، أو للهضم بعد الأكل، أو للراحة بعد النشاط الجسمي والذهني المكثف في الصباح، أو للتعويض عن الحرمان من النوم ليلاً، دون أن ننسى، طبعاً، دافع الكسل والخمول.
والقيلولة تختلف عن النوم بالليل، ولا تؤثر فيه إذا كانت متوسطة أو ومضة. فإذا كان النوم يجدد وينشط ويحافظ على خلايا الجسم والدماغ، فإن القيلولة تساهم في إراحة الدماغ والاسترخاء البدني والعضلي، وتعزيز قدرة الإدراك والتلقي. وقد أكد العلماء أن فترات القيلولة القصيرة في منتصف النهار، لمدة نصف ساعة، تلغي تأثير التعب وتعيد الاستقرار والحيوية والنشاط للذهن والجسم. كما أكدت البحوث العلمية الحديثة أن أخذ غفوة قصيرة، أثناء العمل، يجدد الطاقات الفكرية والجسدية للعاملين، ويزيد إنتاجيتهم وقدرتهم على تحمل ظروف العمل بصورة أفضل. كما تساهم القيلولة في التخلص من الجزع والقلق.

## تقسيم القيلولة
وتقسم القيلولة، بشكل عام، إلى ثلاثة أنواع: القيلولة الملكية أو الطويلة، وهي التي تتعدى ثلاثين دقيقة، والمعتدلة وتكون ما بين 5 و30 دقيقة، والسريعة وهي الغفوة القصيرة التي لا تتعدى خمس دقائق.
لكن أغلب الدراسات تؤكد أن المدة المناسبة للقيلولة هي من 15 إلى 20 دقيقة، وأن التوقيت الأفضل لها هو ما بين الساعة الواحدة والساعة الثالثة بعد الزوال، وهي الفترة التي ينخفض فيها النشاط الفكري والجسمي للإنسان، وهي كذلك ثاني فترة تقع فيها أغلب حوادث السير الخطيرة، بعد الفترة الليلية الممتدة ما بين الثانية والخامسة صباحاً.
أما أماكن القيلولة فتكون، بين اختيار واضطرار، في الهواء الطلق أو أماكن مغلقة، على فراش النوم أو على ما توفر، في وضع جلوس أو امتداد أو كيفما اتفق حتى ولو وقوفاً. وهذه الأماكن غالبا ما تكون: المنازل، مقرات العمل، الحدائق العمومية، المساجد، وسائل النقل، تحت ظل الأشجار الوارفة في البوادي، على شاطئ البحر، داخل قاعات السينما والمسارح...الخ.

## القيلولة في مقرات العمل كحق قانونى في بعض البلدان
الصينيون يسمونها «ووكسيو» أي استراحة الزوال، وقد نص عليها الدستور الصيني كحق لجميع العمال في هذا القسط من الراحة، ولذلك تتوقف الحركة في المكاتب للتمتع بها في طقوس خاصة.
وانطلاقاً من تجاربهم على رواد الفضاء، توصل خبراء وكالة الفضاء الأمريكية «ناسا» إلى أن السماح للعاملين بالنوم في مكاتبهم لفترة لا تزيد عن 45 دقيقة بعد الظهر يزيد من كفاءة عملهم بنسبة 35 في المائة. وأحدثت عدة شركات أمريكية غرف خاصة للقيلولة، لاعتقادها بأن ذلك يمكن أن يؤثر في نشاط الفرد وإبداعه لبقية اليوم. وكانت شركة «آبل» السباقة في فرنسا، سنة 1990، إلى إحداث مرافق للقيلولة خاصة بالمستخدمين.
وتناقلت وكالات الأنباء العالمية مؤخراً خبر إعادة محاكمة أحد المتهمين في بريطانيا بسبب غفوة القاضي.

## مزاولة الأعلام للقيلولة
ويمكن القول بأن القيلولة هي أيضاً نتاج للتقاليد والأعراف الاجتماعية، حيث تدمجها عدة شعوب في تقاليدها اليومية. وهي على الخصوص من نمط حياة سكان البحر الأبيض المتوسط وأمريكا الوسطى والجنوبية. واعتمدتها بعض الشعوب كاستراتيجية للعلاج ومكافحة الأمراض، حيث يتمكن الجسم خلالها من إعادة التوازن ومقاومة الميكروبات.
وعرفت القيلولة في العديد من الحضارات القديمة، مارسها الصينيون منذ قرون وقرون خلت، وكان الفراعنة يدعون بعضهم البعض للاستمتاع بالقيلولة. والقيلولة في المعتقدات اليونانية القديمة هي الوقت الذي يخصصه الإله «بان» للاستمناء.
وعرف عن المسيح أنه كان يقيل كثيرا خلال أسفاره بالشرق الأوسط. وفي الإسلام وردت آثار في الحث عليها، روى الطبراني في الأوسط أن النبي محمد قال: «قيلوا فإن الشياطين لا تقيل».
والمقيل في اليمن ارتبط بالقات والوقت الذي يقضيه الناس في تناوله، بدءا من الساعة الواحدة بعد الظهر خاصة في المناطق الحارة. والمغرب، كما هو سائد في البلدان المتوسطية، يستمتع معظم سكانه بالقيلولة، وتحث ثقافته الشعبية عليها، ومن ذلك قول العامة: «تعشى وتمشى تغدى وتمدى»، و«إلى جاعت مشيها وإلى شبعت تكيها»، و«نعّاس العاصر خاسر» (للنهي عن القيلولة بعد العصر).
ومن الذين اشتهروا عبر التاريخ بمزاولة القيلولة نابليون بونابارت، الذي عرف بإغفاءاته الكثيرة، حتى خلال المجالس الوزارية، حيث يغفو ثم يستيقظ بعد حين ليواصلها، وكان قد نام في«الشينغين» على كرسيه وأمامه جنرالاته الذين انتظروه واقفين حتى استيقظ. كما اشتهر الفنان سالفادور دالي بقيلولة متميزة، حيث كان يسترخي على الكرسي ممسكا بأصبعيه ملعقة ما أن يغفو حتى تسقط فيستيقظ. واشتهر وينستون تشرشيل بنومه ساعتين بعد الظهر. ويكتفي الرئيس الفرنسي جاك شيراك بأربع ساعات من النوم ليلا ويواظب على القيلولة بعد الظهر. كما اشتهر بالقيلولة، كذلك، إيديسون وفيكتور هيغو...وغيرهم.

## مواضيع متعلقة
- النوم عديد الأطوار

## مصدر
- هذا المقال مُقتطف من صفحة أدرار، للتأكد من التصريح أُنقر هنا.